# 2016 en science
| Années de la science : 2013 - 2014 - 2015 - 2016 - 2017 - 2018 - 2019    |
| Décennies de la science : 1980 - 1990 - 2000 - 2010 - 2020 - 2030 - 2040 |

Cet article présente les faits marquants de l'année 2016 en science.

## Évènements

### Biologie et médecine
- Le 10 juin 2016 création du genre Clostridioides et reclassification de la bactérie Clostridioides difficile après analyse de son ARN ribosomique 16S[1].

- Le 7 novembre 2016 une étude phylogénique prenant en compte l'évolution des familles de gènes a permis de localiser la racine de l'arbre des archées. Les premiers archées auraient été anaérobies et auraient fixé le carbone par la voie de Wood-Ljungdahl[2].

### Sciences de la Terre
- Le 31 août 2016 : annonce de la découverte au Groenland de fossiles de stromatolites de 3,7 milliards d’années, les plus anciens connus au moment de leur découverte[3],[4]. Mais ces conclusions ont été invalidées en 2018[5].

#### Archéologie
- En juillet 2016, découverte d'un cimetière mérovingien à Monchy-Lagache dans la Somme avec au moins 600 squelettes. Le cimetière enfoui sous 1 mètre 50 de terre semble intact avec notamment des squelettes d'enfants semblant indiquer un cimetière villageois[6].

- En juillet également, publication des découvertes de chercheurs anglais dans une grotte de l'île de Mona au large de Porto Rico sous la forme de dessins et d'écritures, notamment de nature religieuse, réalisés par des espagnols au cours du XVIe siècle. La grotte contient aussi des inscriptions des populations locales notamment des représentations de leurs ancêtres. Le lieu étant très difficile d'accès, cela laisse penser que les espagnols y ont été conduits par les amérindiens, impliquant une forme de communication de nature religieuse entre les deux populations contrairement à ce qui était envisagé auparavant[7].

- Le 7 juillet 2016 une nouvelle loi française fait que toute découverte archéologique réalisée sur le territoire est désormais la propriété de l'État français ce qui devrait simplifier la situation précédente[8].

### Chimie
- Le 28 novembre 2016 : attribution du nom et des symboles associés des éléments de numéros atomiques 113, 115, 117 et 118 par l'Union internationale de chimie pure et appliquée[9]

### Physique
Le 12 août 2016, une mesure du rayon de charge du deutéron obtenue à partir de deutérium muonique est publiée, donnant un résultat significativement plus petit que les résultats obtenus auparavant à partir de deutérium électronique, de manière similaire au problème de la taille du proton.

### Astronomie et astronautique
- Le 11 février 2016 : annonce de la première observation directe des ondes gravitationnelles[11].
- En mars 2016 : annonce de la découverte de GN-z11, la plus lointaine galaxie alors confirmée[12].
- Le 9 mai 2016 : transit de Mercure[13].

### Informatique
- Le 27 janvier 2016 : publication des résultats d'AlphaGo, premier programme informatique à battre un joueur de go professionnel[14].

## Prix
- Prix Nobel
  - Prix Nobel de physiologie ou médecine : Yoshinori Ohsumi
  - Prix Nobel de physique : David J. Thouless, Duncan Haldane et John M. Kosterlitz
  - Prix Nobel de chimie : Jean-Pierre Sauvage, James Fraser Stoddart et Bernard L. Feringa
- Prix Lasker
  - Prix Albert-Lasker pour la recherche médicale fondamentale : William Kaelin, Peter Ratcliffe et Gregg Semenza
  - Prix Albert-Lasker pour la recherche médicale clinique : Ralf Bartenschlager (en), Charles M. Rice et Michael Sofia

- Médailles de la Royal Society
  - Médaille Copley : Richard Henderson
  - Médaille Darwin : Caroline Dean
  - Médaille Davy :  Stephen Mann
  - Médaille Leverhulme : Anne Neville (en)
  - Médaille royale : John Meurig Thomas (en), Elizabeth Robertson et John Goodby (en)
  - Médaille Rumford : Ortwin Hess
  - Médaille Sylvester : Timothy Gowers

- Médailles de la Geological Society of London
  - Médaille Lyell : John R. Underhill (en)
  - Médaille Murchison :  Jon Blundy
  - Médaille Wollaston : Susan Brantley

- Prix Jules-Janssen (astronomie) : John Leibacher (en)
- Prix Turing en informatique : Tim Berners-Lee
- Médaille Bruce (astronomie) : Andrew Fabian
- Médaille linnéenne : Sandra Knapp et Georgina Mace

- Médaille d'or du CNRS : Claire Voisin
- Grand Prix de l'Inserm : Jean-Laurent Casanova

## Décès
- 12 février : Daniel Prévot (né en 1940), mathématicien, spéléologue et lichénologue français.
- 12 mars : Lloyd Shapley (né en 1923), mathématicien et économiste américain.
- 19 avril : Walter Kohn (né en 1923), physicien autrichien naturalisé américain et lauréat du prix Nobel de chimie en 1998.
- 30 avril : Harold Kroto (né en 1939), chimiste britannique et lauréat du prix Nobel de chimie en 1996.
- 14 mai : Anne-Marie Chouillet (née en 1921), enseignante française devenue spécialiste et éditrice de Diderot, D'Alembert, Condorcet et de l'Encyclopédie.
- 28 juillet : Joseph L. Taylor (né en 1941), mathématicien américain.
- 2 août : Ahmed Zewail (né en 1946), chimiste et universitaire égyptien, lauréat du prix Nobel de chimie en 1999.
- 16 août : Yves Gentilhomme (né en 1920), linguiste et mathématicien français.
- 24 août : Roger Tsien (né en 1952), biochimiste et biophysicien américain d'origine chinoise, et lauréat du prix Nobel de chimie en 2008.
- 22 octobre : Gérard Maugin (né en 1944), physicien et mathématicien français.